# Giuseppe Alessandro Furietti
Giuseppe Alessandro Furietti (Bergamo, 23 gennaio 1684 – Roma, 14 gennaio 1764) è stato un cardinale, letterato, archeologo, antiquario ed erudito italiano.

## Biografia

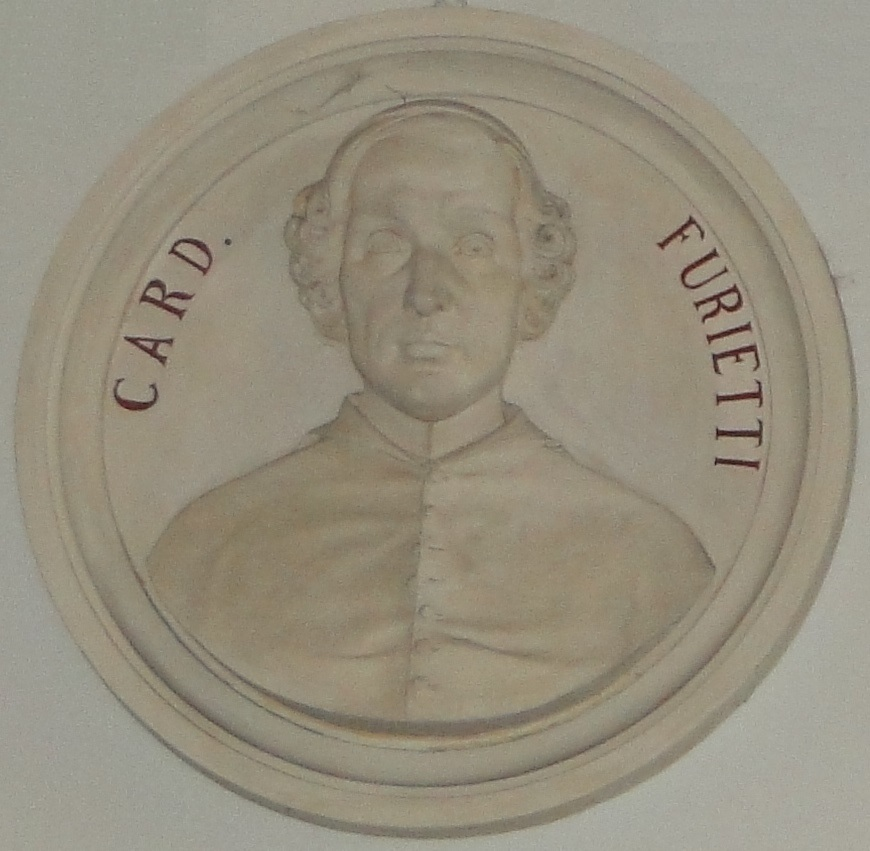
Medaglia presso la Biblioteca Angelo Mai di Bergamo

Nacque da Giovanni e da Caterina Terzi, entrambi di famiglia patrizia bergamasca. Fece i primi studi a Bergamo. Studiò poi retorica e filosofia nel collegio Elvetico di Milano, teologia e matematica nell'Almo Collegio Borromeo di Pavia e, infine, diritto civile e canonico all'Università degli Studi di Pavia, laureandosi in utroque iure attorno al 1705. All'incirca nello stesso anno venne ordinato sacerdote a Bergamo.
Nel 1709 si trasferì a Roma con l'intenzione di entrare nella Curia Romana. Ebbe successo come giurista e diplomatico: nel 1722 fu nominato referendario utriusque Signaturae, nel 1743 ottenne la segreteria della Congregazione del Concilio, e nel 1759 ottenne la porpora cardinalizia. I suoi interessi erano rivolti, tuttavia, anche alla ricerca erudita e all'archeologia.
Nel 1710 fu ammesso nell'Accademia dell'Arcadia, col nome di Entesto Calameo. Scrisse le biografie dell'umanista Gasparino Barzizza, del figlio di questi Guiniforte e del poeta Publio Fontana (la prima fu ammirata fra l'altro dal Muratori). Aveva iniziato la cura delle lettere di Maurizio Cattaneo, l'umanista precettore del Tasso, ma non riuscì a portarla a termine e il materiale raccolto fu utilizzato dall'abate Piero Antonio Serassi, anch'egli bergamasco e suo segretario dal 1759, per una Vita di Torquato Tasso.

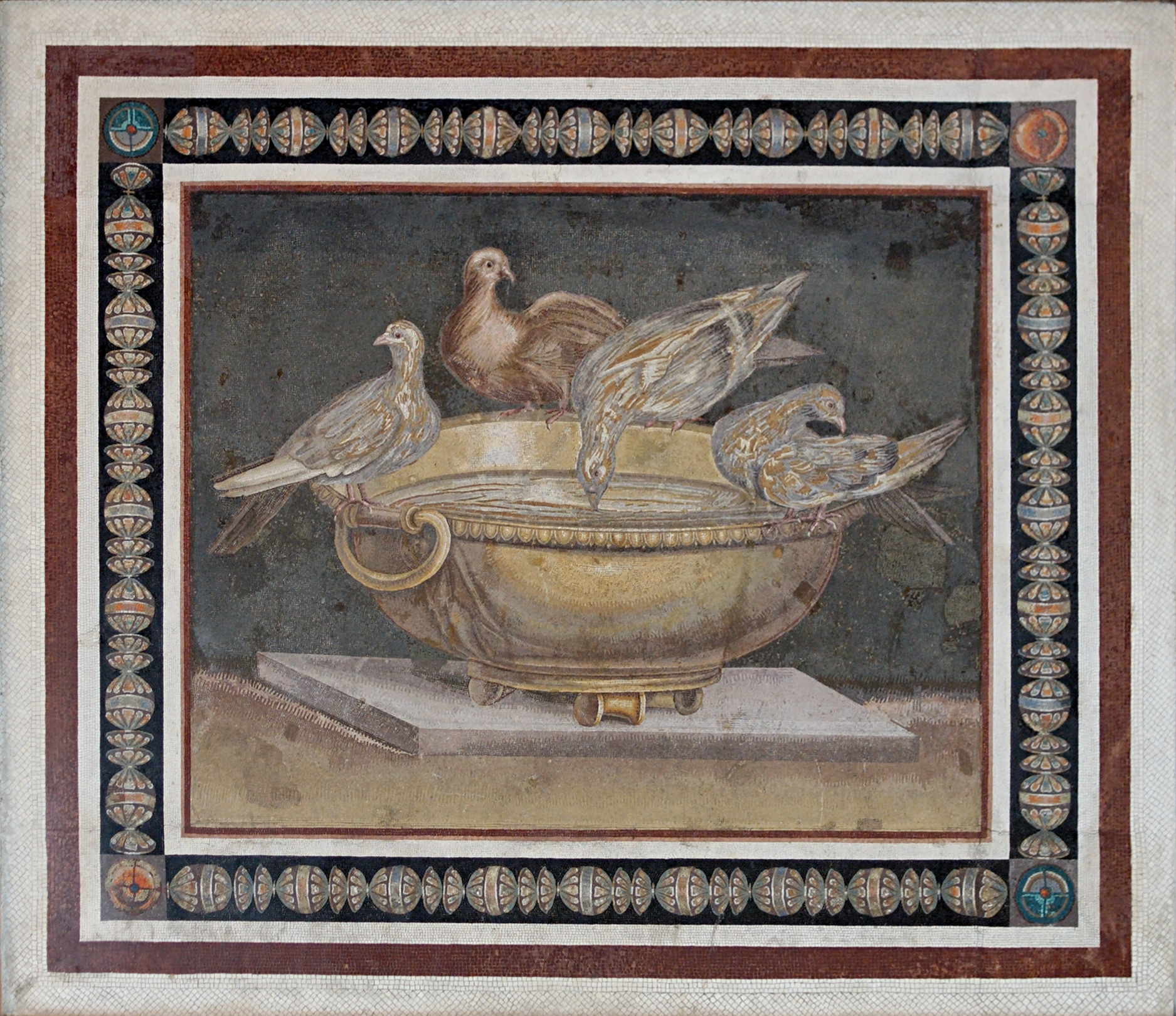
Mosaico delle colombe (Musei capitolini)

Come antiquario studiò particolarmente villa Adriana, nel corso di alcuni scavi, eseguiti a sue spese, furono rinvenuti nel 1736 due straordinarie statue in marmo di centauri, firmati dai due maestri greci Aristea e Papia, e nel 1738 il celebre mosaico "delle colombe". Quest'ultima scoperta lo spinse a studiare l'arte musiva, tanto da dare alle stampe nel 1752 il trattato De musivis, la sua opera più importante. Ci si è chiesti perché papa Benedetto XIV non abbia concesso la porpora al Furietti. L'ipotesi di una ripicca da parte del papa per il rifiuto di cedere ai Musei capitolini le statue dei centauri, riferita anche dal Moroni, viene giudicata infondata. La mancata nomina avrebbe avuto piuttosto natura politica: nella controversia fra la Repubblica di Venezia e l'Austria sulla giurisdizione del patriarcato di Aquileia, Furietti, che era suddito veneto, aveva preso le parti della Serenissima. La porpora gli fu, poi, concessa da papa Clemente XIII, al secolo Carlo Rezzonico, che successe a Benedetto XIV ed era veneto.
Furietti si dedicò anche al patrocinio dei bergamaschi che vivevano a Roma. Lasciò inoltre la sua ricca biblioteca romana alla città di Bergamo, con la clausola che fosse aperta al pubblico. Il lascito, costituito da 1363 volumi e dai manoscritti del cardinale, costituì il primo nucleo della Civica Biblioteca Angelo Mai di Bergamo.

## Opere
- (LA) Giuseppe Alessandro Furietti, De musivis ad SS. patrem Benedictum XIV pontificem maximum, Romae, apud Jo. Mariam Salvioni, 1752.